# Coushatta, Louisiana
Coushatta, Louisiana (енгл. Coushatta) град је у америчкој савезној држави Луизијана.

## Демографија
По попису из 2010. године број становника је 1.964, што је 335 (-14,6%) становника мање него 2000. године.
| Група             | 2000.         | 2010.         |
| Белци             | 761 (33,1%)   | 560 (28,5%)   |
| Афроамериканци    | 1.504 (65,4%) | 1.359 (69,2%) |
| Азијати           | 3 (0,1%)      | 8 (0,4%)      |
| Хиспаноамериканци | 27 (1,2%)     | 27 (1,4%)     |
| Укупно            | 2.299         | 1.964         |